# 豊島屋酒造
豊島屋酒造（としまやしゅぞう）は、東京都東村山市久米川町に本社および工場を置く日本の酒造会社である。東京都千代田区猿楽町に本社を置く豊島屋本店の子会社で、現在、東京にて伝統を守っている10軒の酒造業者の一つである。

## 概要
1596年（慶長元年） - 江戸の神田の鎌倉河岸（かまくらがし）で、初代・豊島屋十右衛門が酒屋兼一杯飲み屋の商いを始める。同時に、白酒の醸造を始めた。昭和初期、現在地、東京府北多摩郡東村山村久米川（現・東京都東村山市久米川町）に、豊島屋酒造を設立し、「金婚」、「金婚正宗」ブランドの日本酒を醸造販売する老舗酒造メーカーである。
「金婚」、「金婚正宗」の由来
「金婚」は、明治天皇の銀婚式をお祝いする願いを込めて命名した。「金婚正宗」は、明治神宮、神田明神の御神酒として納められている、唯一の酒である。
「屋守（おくのかみ）」の由来
豊島屋酒造を守り続け、酒販店や料飲店の繁栄を守るような商品を醸し続けるとの思いから銘名した。
仕込み水
豊島屋酒造では、武蔵野台地の地下、深さ150mから汲み上げた水を、仕込み水として使用している。

## 沿革
- 1596年（慶長元年） - 江戸・神田鎌倉河岸で、豊島屋十右衛門が醸造業を始めた。
- 年代不詳（昭和初期） - 東京府北多摩郡に豊島屋酒造を設立。
- 年代不詳（平成初期） - 各種イベントの開催を開始[6]。
- 2016年（平成28年） - 現在、当主・吉村俊之が蔵を継承している。
- 2016年（平成28年）11月 - JR両国駅舎内の商業施設「-両国-江戸NOREN」に「東京商店」オープン[7]。

## 営業情報
蔵見学
- 定休日 - 年末年始、お盆時期
- 営業時間 - 午前9時 - 午後5時
- 要予約 - インターネット、電話にても可、団体30名以内
- 駐車場 - 有り[6]

### 金婚
金婚（きんこん）は豊島屋本店（東京都千代田区）が販売する清酒の総称。同社の関連会社である豊島屋酒造株式会社（東京都東村山市）において醸造している。
これは明治神宮、神田明神、山王日枝神社の、東京における主要三大神社すべてに御神酒として納める唯一の清酒である。
主な銘柄として、「大吟醸 金婚」、「大吟醸 美意延年（びいえんねん）」、「純米大吟醸 銀婚」、「純米大吟醸 吟の舞（ぎんのまい）」、「純米無濾過原酒 十右衛門（じゅうえもん）」、「特別純米酒 こころ」、「微発泡純米うすにごり生酒 綾（あや）」、また地域限定酒の「神田橋」、「羽田」等がある。
これまで全国新酒鑑評会にて幾多の金賞を受賞しており（平成二十一酒造年度全国新酒鑑評会では、大吟醸が金賞受賞）、「江戸東京の地酒」として地歩を固めつつある。

## 受賞歴
全国新酒鑑評会
- 平成16酒造年度 - 「金婚正宗」金賞受賞[8]
- 平成18酒造年度 - 「金婚正宗」金賞受賞[9]
- 平成21酒造年度 - 「金婚正宗」金賞受賞[10]
- 平成30酒造年度 - 「金婚正宗」金賞受賞[11]

## 交通
鉄道
- 西武新宿線 - 東村山駅下車、徒歩15分

## ギャラリー

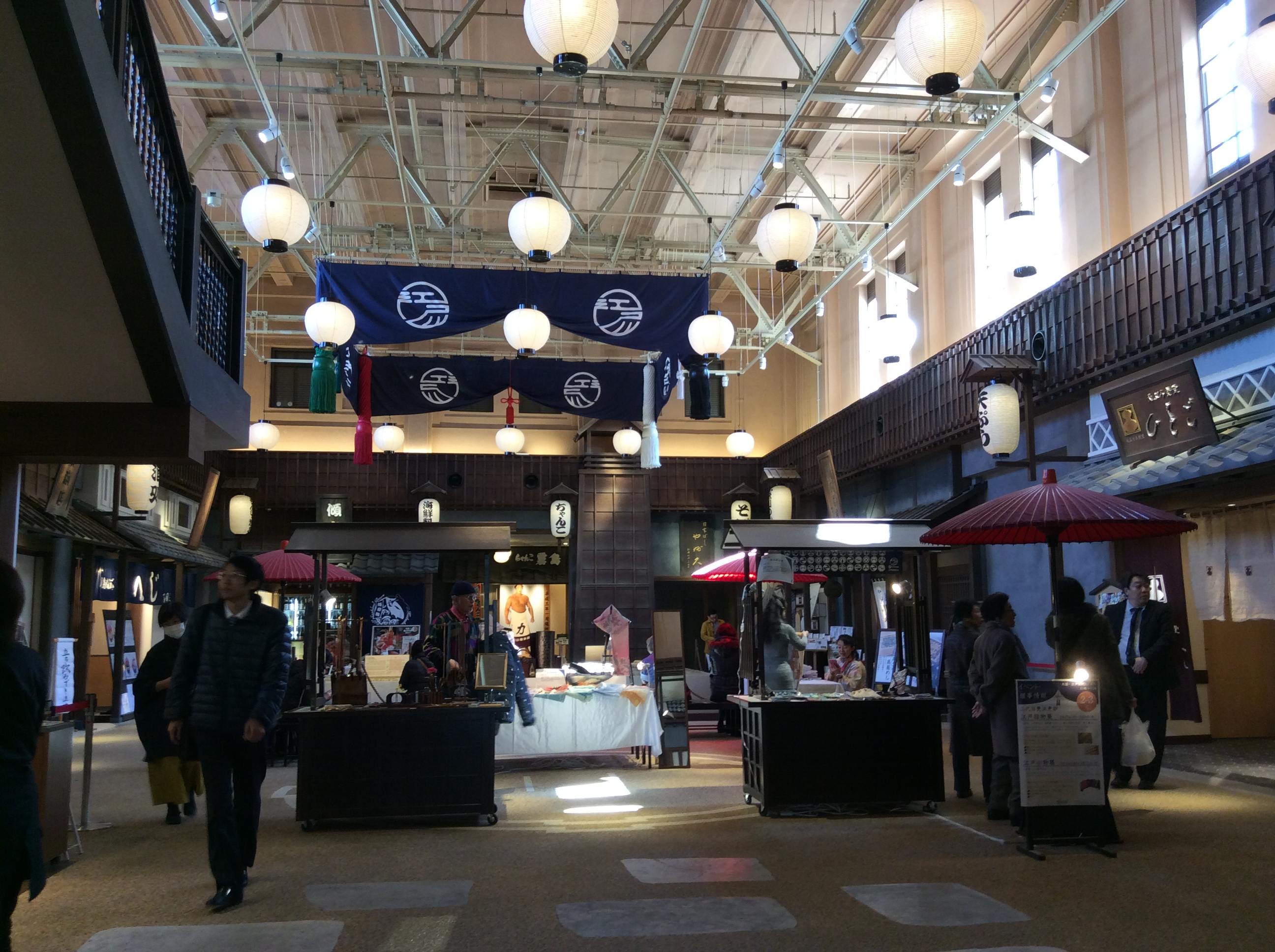
「江戸 NOREN」 の1階（2017年3月3日撮影）

## 関連文献
- 『アクアネット = Aqua net : 産地と消費地をネットする水産情報誌』特集 酒と魚の相思相愛 : 味わい膨らむ間柄「酒蔵と漁師のコラボイベント 申し込み殺到 主催者も驚く人気ぶり：東京都東村山市 豊島屋酒造」2015年9月
- 『金婚正宗（きんこんまさむね）（デジタル大辞泉プラス）』「東京都、豊島屋酒造株式会社の製造する日本酒、平成21年酒蔵年度の全国新酒鑑評会で金賞を受賞」
- 『日本醸造協会雑誌』「新しいタイプのろ過機のテスト 協力 : 豊島屋酒造株式会社」1987年